# Panamá en los Juegos Paralímpicos de Barcelona 1992
Panamá estuvo representado en los Juegos Paralímpicos de Barcelona 1992 por dos deportistas masculinos.

## Medallistas
El equipo paralímpico panameño obtuvo las siguientes medallas:
| Nombre     | Deporte   | Evento              |
| ---------- | --------- | ------------------- |
| Oro        |           |                     |
| Said Gómez | Atletismo | 5000 m B3 masculino |
| Plata      |           |                     |
| Said Gómez | Atletismo | 800 m B3 masculino  |
| Said Gómez | Atletismo | 1500 m B3 masculino |
| Bronce     |           |                     |
| —          |           |                     |